# Rally de Suecia de 2013
El Rally de Suecia de 2013, oficialmente 61st Rally Sweden, fue la edición 61.ª y la segunda ronda de la temporada 2013 del Campeonato Mundial de Rally. Se disputó entre el 7 y el 10 de febrero y contó con un itinerario de veintidós tramos que sumaban un total de 338,91 km cronometrados. Fue también la segunda ronda de los campeonatos WRC 2 y WRC 3.
La lista de inscritos estaba compuesta cuarenta y siete pilotos, de los que veinte compitieron con un vehículo World Rally Cars y en el que participaron siete equipos inscritos como constructores: Citroën World Rally Team con Sébastien Loeb y Mikko Hirvonen, Volkswagen Motorsport con Jari-Matti Latvala y Sébastien Ogier, Qatar M-Sport World Rally Team con Mads Østberg y Evgeny Novikov, Qatar World Rally Team con Matthew Wilson -entrando en sustitución de Nasser Al-Attiyah al causar baja por enfermedad días antes de la prueba- y Thierry Neuville, Abu Dhabi Citroën Total World Rally Team con Khalid Al Qassimi, Lotos Team WRC con Michal Kosciuszko y Jipocar Czech National Team del checo Martin Prokop que entra como novedad en el certamen de marcas. Los pilotos Juho Hänninen y Dani Sordo participarán pero solo sumarán puntos para el mundial de pilotos. En la categoría WRC 2 participaron trece pilotos.
El ganador fue Sébastien Ogier que consiguió su primera victoria de la temporada y la primera con Volkswagen además de ser la primera también para el Volkswagen Polo R WRC en su segunda participación en el campeonato del mundo y la primera victoria desde el Rally de Gran Bretaña de 2005, cuando ganó el Subaru de Petter Solberg, que el coche ganador no es de la marca Citroën o Ford.  Ogier marcó el mejor tiempo en el powerstage sumando tres puntos extra lo que le valió situarse líder del campeonato tres puntos por encima del segundo clasificado, Sébastien Loeb que terminó en el podio por detrás de Ogier con el Citroën DS3 WRC. Tercero fue el noruego Mads Østberg que consiguió con el Ford Fiesta RS WRC su sexto podio en su trayectoria del mundial. Consiguió además un punto extra en el powerstage y ascendió a la tercera posición en la clasificación general del campeonato. En la cuarta posición finalizó el segundo piloto de Volkswagen Jari-Matti Latvala que sumó sus primeros puntos con el Polo R WRC tras el abandono de Montecarlo. Entre los abandonos destaca el de Dani Sordo que fue tercero en la prueba anterior pero no pudo terminar tras un accidente en el tramo veinte. En el campeonato WRC 2 venció Yazeed Al-Rajhi con un Ford Fiesta RRC, segundo fue Anders Grøndal y tercero el alemán Sepp Wiegand, que conserva el liderato del certamen con cuarenta puntos tras la victoria en la prueba anterior.

## Inscritos
| N.º | Equipo                      | Piloto             | Copiloto             | Automóvil             |
| --- | --------------------------- | ------------------ | -------------------- | --------------------- |
| 1   | Citroën Total Abu Dhabi WRT | Sébastien Loeb     | Daniel Elena         | Citroën DS3 WRC       |
| 2   | Citroën Total Abu Dhabi WRT | Mikko Hirvonen     | Jarmo Lehtinen       | Citroën DS3 WRC       |
| 4   | Qatar M-Sport WRT           | Mads Østberg       | Jonas Andersson      | Ford Fiesta RS WRC    |
| 5   | Qatar M-Sport WRT           | Evgeny Novikov     | Ilka Minor           | Ford Fiesta RS WRC    |
| 6   | Qatar World Rally Team      | Matthew Wilson     | Giovanni Bernacchini | Ford Fiesta RS WRC    |
| 7   | Volkswagen Motorsport       | Jari-Matti Latvala | Miikka Anttila       | Volkswagen Polo R WRC |
| 8   | Volkswagen Motorsport       | Sébastien Ogier    | Julien Ingrassia     | Volkswagen Polo R WRC |
| 10  | Abu Dhabi Citroën Total WRT | Khalid al-Qassimi  | Scott Martin         | Citroën DS3 WRC       |

| 11 | Qatar World Rally Team      | Thierry Neuville     | Nicolas Gilsoul    | Ford Fiesta RS WRC            |
| 12 | Lotos Team WRC              | Michał Kościuszko    | Maciej Szczepaniak | Mini John Cooper Works WRC    |
| 14 | Abu Dhabi Citroën Total WRT | Dani Sordo           | Carlos del Barrio  | Citroën DS3 WRC               |
| 15 | Qatar World Rally Team      | Juho Hänninen        | Tomi Tuominen      | Ford Fiesta RS WRC            |
| 16 | Henning Solberg             | Henning Solberg      | Stéphane Prevot    | Ford Fiesta RS WRC            |
| 21 | Jipocar Czech National Team | Martin Prokop        | Michal Ernst       | Ford Fiesta RS WRC            |
| 22 | Pontus Tidemand             | Pontus Tidemand      | Ola Fløene         | Ford Focus RS WRC             |
| 23 | Jarkko Nikara               | Jarkko Nikara        | Jarkko Kalliolepo  | Mini John Cooper Works WRC    |
| 25 | Jari Ketomaa                | Jari Ketomaa         | Kaj Lindström      | Ford Fiesta RS WRC            |
| 27 | Hasse Gustafsson            | Hasse Gustafsson     | Mikael Johansson   | Ford Fiesta RS WRC            |
| 28 | Oleksiy Tamrazov            | Oleksiy Tamrazov     | Pavlo Cherepin     | Ford Fiesta RS WRC            |
| 32 | Škoda Auto Deutschland      | Sepp Wiegand         | Frank Christian    | Škoda Fabia S2000             |
| 34 | Symtech Racing              | Yuriy Protasov       | Kuldar Sikk        | Subaru Impreza STi R4         |
| 35 | Yazeed Racing               | Yazeed Al-Rahji      | Michael Orr        | Ford Fiesta RRC               |
| 36 | Skydive Dubai Rally Team    | Rashid Al-Ketbi      | Karina Hepperle    | Škoda Fabia S2000             |
| 38 | Moto Club Igualda           | Ricardo Triviño      | Àlex Haro          | Mitsubishi Lancer Evolution X |
| 40 | Arman Smailov               | Arman Smailov        | Andrey Rusov       | Subaru Impreza                |
| 41 | Nicolàs Fuchs               | Nicolàs Fuchs        | Fernando Mussano   | Mitsubishi Lancer Evolution X |
| 42 | Anders Grøndal              | Anders Grøndal       | Trond Svendsen     | Subaru Impreza                |
| 43 | Semerád Rally Team          | Martin Hudec         | Jacub Kotál        | Mitsubishi Lancer Evolution X |
| 45 | Alexander Villanueva        | Alexander Villanueva | Óscar Sanchez      | Mitsubishi Lancer Evolution X |
| 46 | Marco Vallario              | Marco Vallario       | Antonio Pascale    | Mitsubishi Lancer Evolution X |
| 47 | DMACK-Autotek               | Eyvind Brynildsen    | Anders Fredrikssen | Ford Fiesta RRC               |

## Desarrollo
| Tramo de clasificación | Tramo de clasificación | Tramo de clasificación | Tramo de clasificación | Tramo de clasificación |
| Pos.                   | Piloto                 | Tiempo                 | Diferencia             |                        |
| ---------------------- | ---------------------- | ---------------------- | ---------------------- | ---------------------- |
| 1.                     | Sébastien Ogier        | 1:51.357               | 0.0                    |                        |
| 2.                     | Mads Ostberg           | 1:52.257               | +0.9                   |                        |
| 3.                     | Mikko Hirvonen         | 1:52.921               | +1.5                   |                        |
| 4.                     | Pontus Tidemand        | 1:53.803               | +2.4                   |                        |
| 5.                     | Juho Hänninen          | 1:53.918               | +2.5                   |                        |
| 6.                     | Jari-Matti Latvala     | 1:54.062               | +2.7                   |                        |
| 7.                     | Thierry Neuville       | 1:54.394               | +3.0                   |                        |
| 8.                     | Sébastien Loeb         | 1:54.825               | +3.4                   |                        |
| 9.                     | Evgeny Novikov         | 1:55.550               | +4.1                   |                        |
| 10.                    | Dani Sordo             | 1:56.144               | +4.7                   |                        |

### Día 1
En el tramo de clasificación celebrado el jueves 7 en una especial de 3.99 km totalmente cubierta de nieve el francés Sébastien Ogier a los mandos del Volkswagen Polo R WRC, vehículo que debutaba en la prueba sueca, marcó el mejor crono con un tiempo de un minuto y cincuenta y un segundos. Segundo fue Mads Ostberg con el Ford Fiesta RS WRC y tercero Mikko Hirvonen con el Citroën DS3 WRC. De esa manera Ogier elegirá en primer lugar el puesto de salida para la jornada del viernes 8. Los pilotos establecieron el orden de salida eligiendo las posiciones más retrasadas para que los primeros pilotos abriesen los tramos para que estos mejoraran con el paso de los coches. De esta manero Ogier, Ostberg e Hirvonen eligieron salir en el 17º, 16º y 15º lugar.
En el primer tramo celebrado, que consistió en un circuito de doble pista donde los pilotos partieron de dos en dos, Sébastien Loeb  marcó el mejor tiempo situándose líder provisional, con su Citroën DS3 WRC. Segundo fue Jari-Matti Latvala con el Volkswagen Polo R WRC y Evgeny Novikov con el Ford Fiesta RS WRC ambos con el mismo crono y a solo medio segundo de Loeb.

### Día 2
El segundo tramo del rally se celebró el segundo día, donde Sébastien Ogier marcó el mejor tiempo y se situó en la cabeza de la clasificación superando a Loeb. Segundo fue su compañero Latvala y tercero Loeb. En esta especial algunos pilotos sufrieron varios problemas como Mikko Hirvonen que se salió de la pista que le hizo perder casi 25 minutos. Los pilotos  Matthew Wilson y Khalid Al-Qassimi se salieron en el mismo punto y Mads Ostberg sufrió problemas de refrigeración en el motor.

## Itinerario
| Día                | Tramo | Hora  | Tramo                          | Distancia | Ganador            | Tiempo  | Vel. media | Líder rally     |
| ------------------ | ----- | ----- | ------------------------------ | --------- | ------------------ | ------- | ---------- | --------------- |
| Día 1 (jueves 7)   | SS1   | 20:04 | Super Special Stage Karlstad 1 | 1.90 km   | Sébastien Loeb     | 1:34.5  | 72.4 km/h  | Sébastien Loeb  |
| Día 2 (viernes 8)  | SS2   | 08:39 | Lesjöfors 1                    | 15.00 km  | Sébastien Ogier    | 9:15.8  | 97.2 km/h  | Sébastien Ogier |
| Día 2 (viernes 8)  | SS3   | 09:33 | Värmullsåsen 1                 | 23.77 km  | Sébastien Ogier    | 13:48.0 | 103.3 km/h | Sébastien Ogier |
| Día 2 (viernes 8)  | SS4   | 10:43 | Vargåsen 1                     | 24.63 km  | Mads Ostberg       | 13:45.1 | 107.5 km/h | Sébastien Ogier |
| Día 2 (viernes 8)  | SS5   | 13:21 | Lesjöfors 2                    | 15.00 km  | Sébastien Ogier    | 8:59.1  | 100.2 km/h | Sébastien Ogier |
| Día 2 (viernes 8)  | SS6   | 14:15 | Värmullsåsen 2                 | 23.77 km  | Sébastien Ogier    | 13:33.6 | 105.2 km/h | Sébastien Ogier |
| Día 2 (viernes 8)  | SS7   | 15:25 | Vargåsen 2                     | 24.63 km  | Sébastien Ogier    | 13:24.4 | 110.2 km/h | Sébastien Ogier |
| Día 2 (viernes 8)  | SS8   | 19:00 | Super Special Stage Karlstad 2 | 1.90 km   | Mikko Hirvonen     | 1:35.9  | 71.3 km/h  | Sébastien Ogier |
| Día 3 (sábado 9)   | SS9   | 08:47 | Sågen 1                        | 14.23 km  | Sébastien Ogier    | 7:07.4  | 115.6 km/h | Sébastien Ogier |
| Día 3 (sábado 9)   | SS10  | 09:52 | Fredriksberg 1                 | 18.15 km  | Jari-Matti Latvala | 10:24.6 | 104.6 km/h | Sébastien Ogier |
| Día 3 (sábado 9)   | SS11  | 10:39 | Rämmen 1                       | 22.76 km  | Sébastien Loeb     | 11:42.6 | 116.6 km/h | Sébastien Ogier |
| Día 3 (sábado 9)   | SS12  | 11:20 | Hagfors Sprint 1               | 1.87 km   | Mikko Hirvonen     | 1:55.8  | 58.1 km/h  | Sébastien Ogier |
| Día 3 (sábado 9)   | SS13  | 13:38 | Sågen 2                        | 14.23 km  | Sébastien Loeb     | 7:00.2  | 58.1 km/h  | Sébastien Ogier |
| Día 3 (sábado 9)   | SS14  | 14:43 | Fredriksberg 2                 | 18.15 km  | Sébastien Ogier    | 10:16.6 | 105.9 km/h | Sébastien Ogier |
| Día 3 (sábado 9)   | SS15  | 15:30 | Rämmen 2                       | 22.76 km  | Sébastien Ogier    | 11:42.9 | 116.6 km/h | Sébastien Ogier |
| Día 3 (sábado 9)   | SS16  | 16:11 | Hagfors Sprint 2               | 1.87 km   | Sébastien Loeb     | 2:00.7  | 55.8 km/h  | Sébastien Ogier |
| Día 4 (domingo 10) | SS17  | 07:54 | Mitandersfors                  | 27.07 km  | Sébastien Loeb     | 14:00.1 | 116 km/h   | Sébastien Ogier |
| Día 4 (domingo 10) | SS18  | 09:11 | Finnskogen 1                   | 16.82 km  | Sébastien Loeb     | 09:00.0 | 112.1 km/h | Sébastien Ogier |
| Día 4 (domingo 10) | SS19  | 10:06 | Kirkener 1                     | 7.16 km   | Sébastien Loeb     | 5:42.7  | 75.2 km/h  | Sébastien Ogier |
| Día 4 (domingo 10) | SS20  | 11:19 | Kirkener 2                     | 7.16 km   | Sébastien Ogier    | 05:38.9 | 76.1 km/h  | Sébastien Ogier |
| Día 4 (domingo 10) | SS21  | 11:54 | Finnskogen 2                   | 16.82 km  | Mads Ostberg       | 08:55.8 | 113 km/h   | Sébastien Ogier |
| Día 4 (domingo 10) | SS22  | 14:12 | Torsby (Power Stage)           | 19.26 km  | Sébastien Ogier    | 09:54.8 | 116.7 km/h | Sébastien Ogier |

## Clasificación final
| Pos.     | Piloto               | Copiloto         | Automóvil                      | Tiempo    | Diferencia | Puntos |     |     |     |
| WRC      | WRC                  | WRC              | WRC                            | WRC       | WRC        | WRC    | WRC | WRC | WRC |
| -------- | -------------------- | ---------------- | ------------------------------ | --------- | ---------- | ------ | --- | --- | --- |
| 1        | Sébastien Ogier      | Julien Ingrassia | Volkswagen Polo R WRC          | 3:11:41.9 | 0.0        | 25+3   |     |     |     |
| 2        | Sébastien Loeb       | Daniel Elena     | Citroën DS3 WRC                | 3:12:23.7 | +41.8      | 18     |     |     |     |
| 3        | Mads Østberg         | Jonas Andersson  | Ford Fiesta RS WRC             | 3:13:06.4 | +1:24.5    | 15+1   |     |     |     |
| 4        | Jari-Matti Latvala   | Miikka Anttila   | Volkswagen Polo R WRC          | 3:13:12.5 | +1:30.6    | 12+2   |     |     |     |
| 5        | Thierry Neuville     | Nicolas Gilsoul  | Ford Fiesta RS WRC             | 3:16:48.3 | +5:06.4    | 10     |     |     |     |
| 6        | Juho Hänninen        | Tomi Tuominen    | Ford Fiesta RS WRC             | 3:17:25.0 | +5:43.1    | 8      |     |     |     |
| 7        | Martin Prokop        | Michal Ernst     | Ford Fiesta RS WRC             | 3:23:07.3 | +11:25.4   | 6      |     |     |     |
| 8        | Henning Solberg      | Emil Axelsson    | Ford Fiesta RS WRC             | 3:23:34.6 | +11:52.7   | 4      |     |     |     |
| 9        | Evgeny Novikov       | Ilka Minor       | Ford Fiesta RS WRC             | 3:24:46.6 | +13:04.7   | 2      |     |     |     |
| 10       | Yazeed Al-Rajhi      | Michael Orr      | Ford Fiesta RRC                | 3:28:08.9 | +16:27.0   | 1      |     |     |     |
| WRC-2    |                      |                  |                                |           |            |        |     |     |     |
| 1 (10.)  | Yazeed Al-Rajhi      | Michael Orr      | Ford Fiesta RRC                | 3:28:08.9 | 0.0        | 25     |     |     |     |
| 2 (11.)  | Anders Grøndal       | Trond Svendsen   | Subaru Impreza WRX STi         | 3:28:52.4 | +43.5      | 18     |     |     |     |
| 3 (13.)  | Sepp Wiegand         | Frank Christian  | Škoda Fabia S2000              | 3:32:14.0 | +4:05.1    | 15     |     |     |     |
| 4 (15.)  | Yuriy Protasov       | Kuldar Sikk      | Subaru Impreza STi R4          | 3:37:10.2 | +9:01.3    | 12     |     |     |     |
| 5 (16.)  | Nicolás Fuchs        | Fernando Mussano | Mitsubishi Lancer Evolution X  | 3:42:58.7 | +14:49.8   | 10     |     |     |     |
| 6 (19.)  | Arman Smailov        | Andrey Rusov     | Subaru Impreza WRX STi         | 3:48:00.9 | +19:52.0   | 8      |     |     |     |
| 7 (23.)  | Ricardo Triviño      | Alex Haro        | Mitsubishi Lancer Evolution X  | 3:57:28.0 | +29:19.1   | 6      |     |     |     |
| 8 (26.)  | Rashid Al-Ketbi      | Karina Hepperle  | Škoda Fabia S2000              | 4:06:11.4 | +38:02.5   | 4      |     |     |     |
| 9 (28.)  | Alexander Villanueva | Oscar Sanches    | Mitsubishi Lancer Evolution X  | 4:10:56.8 | +42:47.9   | 2      |     |     |     |
| 10 (31.) | Martin Hudec         | Jacub Kotál      | Mitsubishi Lancer Evolution IX | 4:40:08.2 | +1:11:59.3 | 1      |     |     |     |

## Clasificaciones en el WRC
| Pos. | Piloto             | Copiloto          | Puntos | Cambios |
| ---- | ------------------ | ----------------- | ------ | ------- |
| 1    | Sébastien Ogier    | Julien Ingrassia  | 47     | 1       |
| 2    | Sébastien Loeb     | Daniel Elena      | 43     | 1       |
| 3    | Mads Østberg       | Jonas Andersson   | 24     | 3       |
| 4    | Dani Sordo         | Carlos del Barrio | 15     | 1       |
| 5    | Jari-Matti Latvala | Miikka Anttilla   | 14     | 15      |

| Pos. | Constructor                              | Puntos | Cambios     |
| ---- | ---------------------------------------- | ------ | ----------- |
| 1    | Citroën Total Abu Dhabi World Rally Team | 57     | Sin cambios |
| 2    | Volkswagen Motorsport                    | 55     | Sin cambios |
| 3    | Qatar M-Sport World Rally Team           | 31     | 1           |
| 4    | Abu Dhabi Citroën Total World Rally Team | 15     | 1           |
| 5    | Lotos Team WRC                           | 12     | Sin cambios |